# 梧州长洲岛机场
梧州长洲岛机场是一個中國機場，位於廣西壯族自治區梧州市，於1991年興建，1995年通航，2002年5月后停航，于2007年6月18日重新启用，现由2019年1月23日启用的梧州西江机场取代。

## 航點
| 航空公司          | 目的地     |
| ----------------- | ---------- |
| 华夏航空 (G5)     | 桂林       |
| 中國東方航空 (MU) | 三亚、西安 |